# Pleioblastus maculatus
Pleioblastus maculatus là một loài thực vật có hoa trong họ Hòa thảo. Loài này được (McClure) C.D.Chu & C.S.Chao miêu tả khoa học đầu tiên năm 1980.